# حوزه انتخابیه رباط‌کریم و بهارستان
حوزهٔ انتخابیه بهارستان و رباط کریم یکی از حوزه‌های استان تهران برای انتخابات مجلس شورای اسلامی است. این حوزه به مرکزیت رباط کریم ۱ نماینده دارد.

## نمایندگان

### دورهٔ دهم
1. حسن نوروزی

### دورهٔ یازدهم
1. حسن نوروزی

### دورهٔ دوازدهم
1. حسن قشقاوی

## پی‌نوشت و منبع
1. ↑  «نتایج سرشماری عمومی نفوس و مسکن ۱۳۹۰، جمعیت شهرستان‌های کشور» (PDF). درگاه ملی آمار. بایگانی‌شده از اصلی (PDF) در ۱۱ مارس ۲۰۱۳. دریافت‌شده در شهریور ۱۳۹۰. تاریخ وارد شده در |تاریخ بازدید= را بررسی کنید (کمک)

- «جدول حوزه‌های انتخابیه در انتخابات نهمین دورهٔ مجلس شورای اسلامی» (PDF). مرکز پژوهش و سنجش افکار صدا و سیما. بایگانی‌شده از اصلی (PDF) در ۵ اكتبر ۲۰۱۸. دریافت‌شده در ۲۴ دسامبر ۲۰۱۵. تاریخ وارد شده در |archive-date= را بررسی کنید (کمک)